# Jan Erik Svensson
Jan Erik "Janne" Svensson, född 2 januari 1952 i Malmö, död 21 april 2023 i Stockholm, var en svensk låtskrivare, sångare, gitarrist och producent. Åren 1974–1978 var han professionellt verksam i Sverige och utomlands. Under 1984–1995 var han delägare i skivbolaget Joker Musik. Progg.se kategoriserar honom som en proggartist i periferin.

## Historia
Skivdebuten skedde 1971 på skivbolaget GM-Produktion med albumet Hej Hörrudu. Under två år i början på 1970-talet var han en i trion Maximum med Bengt von Andreae och Liliane Håkansson. Hösten 1973 hade han en mindre hit med singeln "Hem Till Söder", utgiven av IMAS Records. De följande åren livnärde han sig på musiken som trubadur med mest egna låtar. I november 1974 var han en period i Gambia som underhållare med resebyrån Club 33. 
En andra singel på IMAS Records gavs ut 1975. Bland medverkade fanns bland andra jazzlegenderna Thore Swanerud och Charles Redland, producent var Torbjörn Aggenberg. Åren 1978–1981 arbetade Svensson som fritidsledare i Akalla och gjorde låtar med ungdomarna utifrån deras egna erfarenheter. 
År 1980 spelades hans andra album När blir det min tur in av skivbolaget GMP. Denna gång med professionella musiker, bland andra Rutger Gunnarsson, Ulf Andersson och Roger Palm. En månad efter releasen 1981 gick bolaget i konkurs.
År 1984 startade Janne Svensson skivbolaget Joker Musik med singeln "Den 30-åriga krisen" och egna gruppen Elfte Timmen. År 2009 sammanfattade han sina nästan 40 år i musikbranschen med att ge ut albumet Hem till Söder på egna bolaget Lockenloll. Där ryms allt från de tidiga inspelningarna, demos med olika musiker, axplock från vinylskivorna och inspelningar gjorda 2007–2021. 
Vintern 2013 hittade produktionsbolaget Baluba låten "Hem till Söder" och valde den som vinjett till tv-serien Café Bärs. Senare samma år visades tio avsnitt av serien i Kanal 5. Hösten 2015 hade den visats fem säsonger.

## Diskografi

### Album
- Hej Hörrudu, LP - 1971, GLP 726
- När blir det min tur, LP/MC - 1981, GMC 8003
- Hem till Söder, CD - 2009, LOL 001
- Hej hörrudu, CD - 2012, LOL 002
- När blir det min tur?, CD - 2012, LOL 003
- Vi Kommer från Söder, CD - 2016, LOL 012
- Det brinner en eld, CD - 2017, LOL 016

### Singlar
- Hem till Söder - 1973, IMAS 1049
- Mitt livs tragedi - 1975, IMAS 1055
- Den 30-åriga krisen - 1984, WOW 8401 med gruppen Elfte Timmen